# Blått vaktelbär
Blått vaktelbär (Gaultheria trichophylla) är en buske i släktet vaktelbär och familjen ljungväxter. Den förekommer i Himalaya. Blommans kronblad varierar i färg från rött till rosa och vitt. Bären är blå vilket gett arten dess svenska namn. De mognar i september och är ätliga.